# Liriomyza scorzonerae
Liriomyza scorzonerae är en tvåvingeart som beskrevs av Ryden 1951. Liriomyza scorzonerae ingår i släktet Liriomyza och familjen minerarflugor.
Artens utbredningsområde är Sverige. Arten är reproducerande i Sverige. Inga underarter finns listade i Catalogue of Life.